# Jack Eichel
Jack Eichel (North Chelmsford, Massachusetts, 28 de octubre de 1996) es un jugador profesional estadounidense de hockey sobre hielo que se desempeña en la posición de centro en Vegas Golden Knights, equipo de la National Hockey League (NHL).

## Carrera
Fue seleccionado en la primera ronda en la NHL Entry Draft de 2015. Hizo su debut profesional con el equipo Buffalo Sabres, en el cual jugó seis temporadas (2015-2021), después pasó a Vegas Golden Knights, donde lleva jugando tres temporadas.